# 路易斯·博塔

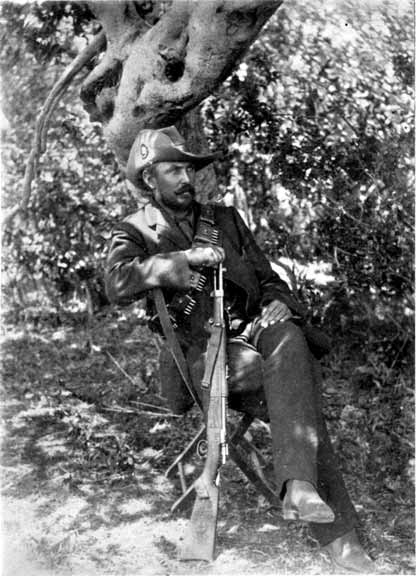
路易斯·博塔

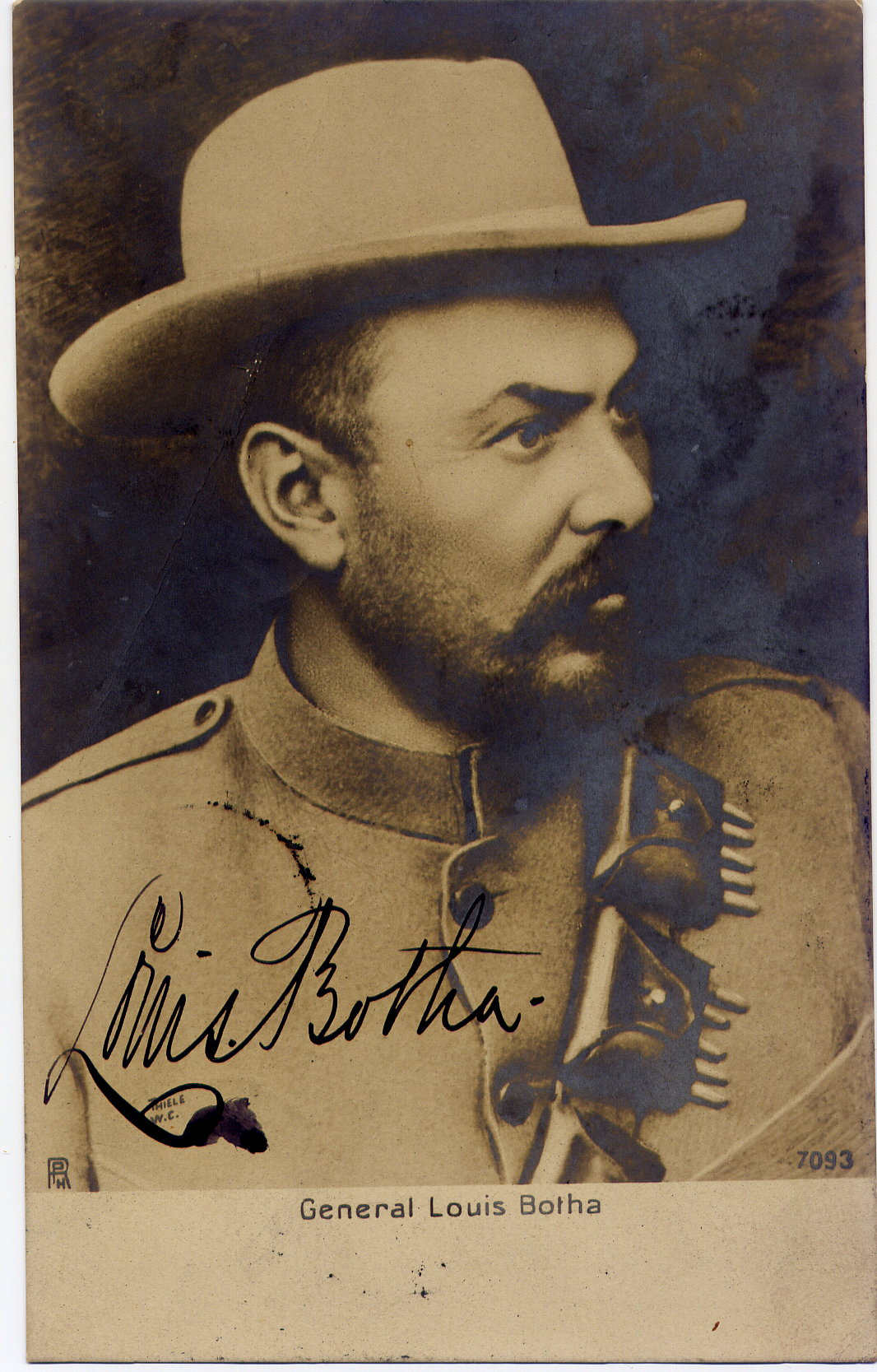
指挥官路易斯·博塔

路易斯·博塔（1862年9月27日—1919年8月27日），南非政治家及将领，是南非联邦的首任总理。他极力主张布尔人与英国人和解。
路易斯·博塔是布尔人向内陆移民的先驱——路易斯·博塔长老（Louis Botha Senior，1827年3月26日－1883年7月5日）之子。1884年，在祖鲁王国的弗莱海德地区（今夸祖鲁-纳塔尔省北部）协助建立新共和国。1888年新共和国并入南非共和国（德兰士瓦共和国），他积极参与政治活动。1897年选入议会，他的立场属于温和派，反对保罗·克留格尔总统敌视“外国人”（主要指英国移民）的政策。1899年第二次布尔战争爆发后，他升为南部军队的指挥官。在一次伏击中俘获一组武装列车，俘虏中有温斯顿·丘吉尔。1900年任德兰士瓦军队总司令。尽管他有卓越的军事才能，但无力抵挡优势的英军。他被迫举行谈判，并成为《弗里尼欣和约》的签字人之一。战后重返政坛，担任人民党主席。1907年国民大会选举他担任南非联邦首任总理，其后一直任职至去世。1911年他建立南非党。第一次世界大战爆发后，他接受英国的要求，占领了德属西南非洲（今纳米比亚）。1919年曾出席凡尔赛和会。
雕塑家拉法洛·罗曼内利创作了博塔的骑马雕像，竖立在南非议会大厦外。

## 关于博塔的著作

### 历史类
- Coetzer, Owen, The Anglo-Boer War: The road to Infamy, 1899–1900, 武器和盔甲, 1996 (Claimed (p. 30) 1899年11月15日博塔在火车上伏击捉获丘吉尔)
- Farwell, Bryon. The Great Boer War, Allen Lane, London, 1976. (insights of Botha)
- Williams, Basil. 博塔、史末资和南非（Botha Smuts and South Africa）, 伦敦霍德和斯托顿出版社, 1946年. (博塔、史末资的全面评论, or as William's titled them in the last chapter of this book par nobile fratrum(p. 203)

### 小说
- O'Brien, Antony. Bye-Bye Dolly Gray, Artillery Publishing, Hartwell, 2006. (一个澳大利亚人在布尔战争中的英雄角色/布尔战争小说)